# Alatoz
Alatoz község Spanyolországban, Albacete tartományban. Lakosainak száma 497 fő (2024).

## Földrajza
Alatoz Alcalá del Júcar, Alpera, Carcelén, Pozo-Lorente, La Recueja, Higueruela és Jorquera községekkel határos.

## Népesség
A település lakosságának változását az alábbi diagram mutatja:
| Lakosok száma | 648  | 603  | 592  | 591  | 604  | 580  | 582  | 519  | 496  | 497  |
|               | 2001 | 2004 | 2006 | 2009 | 2011 | 2014 | 2016 | 2019 | 2021 | 2024 |